# غار پبده
غار پیده در ۲۲ کیلومتری شهر  لالی در مسیر جاده‌ای که به سمت آبشارهای «کسد» می‌رود قرار دارد و از غارهای آهکی کشور است.

## قدمت تاریخی
قدمت غار به دوره ما قبل تاریخ (عصر حجر) بر می‌گردد که در سال ۱۹۴۹ با مطالعات پروفسور گیرشمن فرانسوی کشف و مورد بررسی قرار گرفت.